# 伊温克拉
伊温克拉，是西班牙安达卢西亚自治区马拉加省的一个市镇。 总面积55平方公里，总人口3259人（2001年），人口密度59人/平方公里。